# Walter Jagenburg
Walter Jagenburg (* 21. Juli 1937; † 18. Oktober 2003) war ein deutscher Jurist, der sich besonders mit Veröffentlichungen im privaten Baurecht hervorgetan hat.

## Leben
Geboren wurde Walter Jagenburg als ältester Sohn des am OLG Düsseldorf zugelassenen Rechtsanwaltes Rudolph Jagenburg und seiner Frau Hilde Jagenburg, geborene Riepenhausen. Er wuchs mit seinem Bruder Peter in Düsseldorf, Ulm und Wasserburg am Bodensee auf. Jagenburg studierte an den Universitäten Freiburg im Breisgau und Bonn Rechtswissenschaften. Nach dem Referendariat legte er in Köln am 2. Mai 1965 sein Zweites Juristisches Staatsexamen ab. Es folgte die Zulassung als Rechtsanwalt am Landgericht Köln. 1969 promovierte er. Im Jahr seines Todes trennte er sich von seiner bisherigen Kanzlei und gründete gemeinsam mit seiner Frau, Inge Jagenburg, und seiner Tochter erneut eine überörtliche Kanzlei in Köln, Berlin und Dresden.
1984 wurde er neben seiner Tätigkeit als Rechtsanwalt auch Dozent für das private Baurecht an der Universität zu Köln und 1989 dort Honorarprofessor. Außerdem war er Dozent an der EBS Universität für Wirtschaft und Recht, Mitbegründer der Deutschen Gesellschaft für Baurecht und der Gesellschaft für immobilienwirtschaftliche Forschung. Jagenburg war Mitglied der ARGE Baurecht im Deutschen Anwaltsverein und arbeitete regelmäßig an den Zeitschriften Baurecht (BauR) und Immobilien- und Baurecht (IBR) mit.

## Werk
Er veröffentlichte ab einem Beitrag in der Monatsschrift für Deutsches Recht („Unbekannte VOB - Erfahrungen aus zwei Jahren Baupraxis“, MDR 1968, 366) regelmäßig zum Privatbaurecht. Zu nennen sind etwa die seit 1969 jährlich in der NJW veröffentlichten Übersichten über die Entwicklung der Rechtsprechung zum privaten Baurecht; gemeinsam mit Walter Bindhardt veröffentlichte er „Die Haftung des Architekten und seine strafrechtliche Verantwortung“ (8. Aufl. 1981) und veröffentlichte „Das private Baurecht im Spiegel der Rechtsprechung“ (3. Aufl. 2000) und gab gemeinsam mit Ganten und Motzke den Beck´sche VOB-Kommentar Teil B heraus. Insgesamt veröffentlichte im Laufe der Zeit über 175 unterschiedliche Titel.
Er gilt gemeinsam mit Carl Soergel, Hermann Korbion und Horst Locher als Begründer der wissenschaftlichen Auseinandersetzung mit dem zivilen Baurecht.